# WP-120
WP-120 (znany również pod nazwą W-120) – kocioł wodny, rurowy i ciepłowniczy o mocy cieplnej na wyjściu wynoszącej 120 Gcal/h, co daje 140,16 MW. Palenisko pyłowe (stąd oznaczenie -- wodny, pyłowy, o mocy na wyjściu 120 Gcal/h).  
Paliwem dla tego kotła jest węgiel kamienny. Sprawność nominalna 86%.
Kocioł ten jest typowym kotłem stosowanym w większych ciepłowniach i elektrociepłowniach do pokrycia zapotrzebowania na gorącą wodę.